# Professor Enigm
Il Professor Enigm (Doctor Einmug) è un personaggio dei fumetti della Disney. Appare per la prima volta nel 1936 nella storia Topolino e il mistero dell'uomo nuvola, scritta da Ted Osborne e disegnata da Floyd Gottfredson.

## Genesi e sviluppo del personaggio
È uno scienziato ispirato al fisico tedesco Albert Einstein, del quale però non ha i tratti somatici; il suo nome originale, Einmug, è una contrazione di Einstein e Mug, che significa gonzo, ma anche intelligentone ed ancora, proprio come Stein, boccale. Nella versione originale della sua prima storia (Topolino e il mistero dell'uomo nuvola) si esprime con un forte accento tedesco e ne utilizza esclamazioni tipiche; in questa storia è uno stravagante scienziato che vive in un'isola sospesa nel cielo; ha scoperto come sfruttare l'energia atomica con grandi benefici, ma è anche consapevole che, in mani sbagliate, può anche provocare morte e distruzione e per questo si rifiuta di venderla; di primo impatto burbero e diffidente, mostra di avere una grande umanità, in quanto è consapevole delle terribili conseguenze che le sue invenzioni potrebbero avere sul genere umano. Al termine della storia, in seguito al vano tentativo da parte di Gambadilegno di impossessarsi della formula dell'energia atomica, Enigm decide di lasciare la Terra ritenendo il mondo non ancora pronto per le sue scoperte.
Il personaggio ricompare tre anni dopo nell'avventura di Paperino, Donald with Mac in: Doctor Einmug's Slave (1940), prodotta in Inghilterra per il settimanale Mickey Mouse Weekly; qui si scopre che Enigm ha catturato Gambadilegno e lo ha ridotto in schiavitù onde renderlo inoffensivo; lo scienziato, facendo uso dell'energia atomica, conduce Paperino e Mac (coprotagonista nelle storie britanniche dell'epoca) sul pianeta Venere, dove devono fronteggiare il tentativo di fuga di Pietro nonché i bizzarri venusiani. Nel 1959 il personaggio riappare nella storia italiana Topolino e la dimensione Delta di Romano Scarpa, dove si scopre che il professore si è rifugiato nella cosiddetta dimensione Delta, dove ha ingrandito due atomi antropomorfi (Atomino Bep Bep e Atomino Bip Bip) fino a fargli assumere dimensioni umane. I due atomi si riveleranno dotati di strabilianti capacità, come quella di emettere dalla bocca un fascio di mesoni in grado di modificare la struttura della materia (per esempio trasformando il metallo delle pistole in cioccolato, o la neve in zucchero filato), ma anche altre abilità che purtroppo non verranno messe al servizio del professore loro creatore. Infatti Atomino Bep Bep fugge alleandosi con Gambadilegno. Per fortuna Topolino e Atomino Bip Bip intervengono e riescono a fermare i criminali. In questa storia, a differenza della prima, Enigm ha la pelle rosata anziché marrone.
Dopo questa storia il personaggio comincia a comparire più spesso, non necessariamente insieme ad Atomino Bip-Bip, venendo usato soprattutto nelle storie di produzione italiana e francese, mentre gli autori della Egmont preferiranno creare e usare un altro personaggio scienziato/inventore, Static. Ritorna insieme ad Atomino nella storia Topolino e gli ombronauti del 2012.